# Nákří
Nákří település Csehországban, a České Budějovice-i járásban. Nákří Olešník, Dříteň és Dívčice településekkel határos. Lakosainak száma 218 fő (2024. január 1.).

## Népesség
A település lakosságának változását az alábbi diagram mutatja:
| Lakosok száma | 300  | 337  | 374  | 341  | 246  | 201  | 223  | 222  | 211  | 218  |
|               | 1869 | 1890 | 1921 | 1950 | 1980 | 2001 | 2017 | 2019 | 2022 | 2024 |